# 香庙乡
香庙乡是中国陕西省咸阳市彬县下辖的一个乡，人口12741人（第五次人口普查数据）。

## 地理
香庙乡平均海拔高度为1100米。地势从北向南向低处倾斜。在南边泾河为其边缘。

### 邻近乡县
向东为同县龙高镇，向南为永寿县，向西为同县炭店乡，向北为旬邑县。

### 行政区划
香庙乡下辖以下行政区：
香庙村、年家塬村、冯家村、方里村、坡头村、上新庄村、庄农村、太宁村、塬边村、井村、北芦村、芦村、河村、南芦村

## 经济
香庙乡是一个农业乡。

## 教育
香庙乡有一所小学：彬县香庙乡中心小学。